# Eurostar Group
Pour les articles homonymes, voir Eurostar (homonymie).
Cet article court présente un sujet plus développé dans : Eurostar.
Eurostar Group est une société holding de droit belge de deux entreprises du transport ferroviaire de voyageurs, Eurostar et Thalys. Fondée en avril 2022, elle concrétise le projet Green Speed de rapprochement entre ces deux sociétés.
La société est détenue par les anciens actionnaires d'Eurostar et Thalys : la Société nationale des chemins de fer français (SNCF) (55,75 %), la Caisse de dépôt et placement du Québec (19,31 %), la Société nationale des chemins de fer belges (SNCB) (18,5 %), et le fonds d'investissement Federated Hermes Infrastructure (6,44 %),.

## Histoire
En septembre 2019, les actionnaires d'Eurostar et Thalys projettent de fusionner les deux sociétés, qui exploitent alors chacune des trains à grande vitesse, d'un côté entre la France, la Belgique, et le Royaume-Uni, de l'autre entre la France, la Belgique, les Pays-Bas, et l'Allemagne. Ce projet est baptisé Green Speed.
Le projet est retardé par la pandémie de Covid-19, et les travaux ne reprennent qu'en octobre 2021, pour une mise en œuvre opérationnelle prévue 2 à 3 ans plus tard.
Le 29 mars 2022, la Commission européenne donne son accord à la fusion des deux entreprises.
En avril 2022, la société holding Eurostar Group est créée, basée à Bruxelles. Elle absorbe les sociétés Eurostar International Ltd et THI Factory, qui exploitent respectivement les services Eurostar et Thalys. Les actionnaires de cette nouvelle société sont les anciens actionnaires des deux sociétés absorbées, le groupe SNCF conserve la majorité des parts de la nouvelle société. Seule la marque Eurostar est conservée (à partir du 1er octobre 2023). Dans quelques années l’entreprise devrait disposer de trains communs et d’une couleur unique symbolisant la marque.